# شادی (گروه موسیقی)
شادِی (به انگلیسی: Sade) نام یک گروه موسیقی پر سابقه انگلیسی است. (تلفظ صحیح نام گروه به صورت shah-day است).
این گروه که کار خود را در ۱۹۸۲ آغاز کرد، در سبک جاز آرامبخش (Smooth Jazz) و موسیقی نوین بزرگسالان (Adult Contemporary) آهنگسازی می‌کند.
شاده آدو، خواننده نیجریه‌ای-بریتانیایی گروه است.
این گروه هفت آلبوم کامل ارائه داده، که از این میان می‌توان آهنگ‌های زیر را مشهورترین آهنگ‌های این گروه دانست:
- Smooth operator
- Cherish the day
- No ordinary love
- Kiss of life
- Paradise

شادی تا کنون برنده جوایز متعددی از جمله جایزه گرمی شده‌است.